# Luthersville
Luthersville és una població dels Estats Units a l'estat de Geòrgia. Segons el cens del 2000 tenia 783 habitants.

## Demografia
Segons el cens del 2000, Luthersville tenia 783 habitants, 273 habitatges, i 205 famílies. La densitat de població era de 98,5 habitants/km².
Dels 273 habitatges en un 42,1% hi vivien nens de menys de 18 anys, en un 46,2% hi vivien parelles casades, en un 21,2% dones solteres, i en un 24,9% no eren unitats familiars. En el 20,5% dels habitatges hi vivien persones soles el 8,1% de les quals corresponia a persones de 65 anys o més que vivien soles. El nombre mitjà de persones vivint en cada habitatge era de 2,87 i el nombre mitjà de persones que vivien en cada família era de 3,31.
Per edats la població es repartia de la següent manera: un 32,7% tenia menys de 18 anys, un 10,1% entre 18 i 24, un 30,7% entre 25 i 44, un 17,9% de 45 a 60 i un 8,7% 65 anys o més.
L'edat mediana era de 31 anys. Per cada 100 dones de 18 o més anys hi havia 84,9 homes.
La renda mediana per habitatge era de 28.906 $ i la renda mediana per família de 29.444 $. Els homes tenien una renda mediana de 26.250 $ mentre que les dones 21.667 $. La renda per capita de la població era d'11.033 $. Entorn del 20% de les famílies i el 23,9% de la població estaven per davall del llindar de pobresa.

## Poblacions més properes
El següent diagrama mostra les poblacions més properes.